# Cubocephalus montanus
Cubocephalus montanus là một loài tò vò trong họ Ichneumonidae.